# Cosmus Bræstrup
 Der er flere personer med dette navn, se Cosmus Bræstrup (arkitekt).
Christian Jacob Cosmus Bræstrup (født 26. december 1789 i København, død 11. juli 1870 sammesteds) var en dansk minister, politidirektør og overpræsident i København.

## Ungdom
Han var en søn af dr.med. Tycho Bræstrup og Inger Kirstine f. Høyer og fødtes i København 26. december 1789. Dimitteret 1806 fra Vordingborg Latinskole af den lærde rektor Stoud, blev han allerede i en alder af 19 år juridisk kandidat. Foruden sine juridiske studier havde han ivrigt lagt sig efter levende sprog, for hvilke han besad et særligt talent, og dette studium fortsatte han også i sine modnere år, så at han ofte forbavsede landsmænd og fremmede ved sine omfattende kundskaber på dette felt. Sin embedsbane begyndte han i Kancelliet, men blev allerede i 1810 auditør ved Slesvigske Infanteriregiment, og i 1813 fulgte han med dette til Holsten. Hensigten var, at regimentet skulle slutte sig til det armékorps, som skulle operere i forbindelse med russerne under general Friedrich Carl von Tettenborn, men de politiske begivenheder medførte, at det gik ind under det 13. franske armékorps, der anførtes af marskal Louis-Nicolas Davout, hertug af Eckmühl. Det var for denne tjeneste under de franske faner, at Bræstrup mange år senere fik den af Napoleon III indstiftede St. Helena Medaille. Efter den franske episode lå regimentet i 2 år i Tyskland som del af «Auxiliærkorpset» under generalløjtnant Augustin von Kardorff og prins Frederik af Hessen. Bræstrup blev overauditør 1818, men indtrådte i november 1821 som assessor i Københavns Politiret og hermed begyndte den virksomhed, som skulle udfylde næsten hele resten af hans liv.

## Karriere i politiet
Allerede i marts 1823 blev han vicepolitidirektør under Kjerulff som chef, i 1833 politidirektør og justitiarius i Politiretten, og efter at forordningen af 28. februar 1845 havde organiseret Københavns Kriminal- og Politiret, gik han over til udelukkende at lede hovedstadens exekutive politi, kort efter med titel af dets chef. I forhold til tidligere tilstande repræsenterede Bræstrup som politimand fremskridtet, men han tilhørte dog endnu den gamle skole af embedsmænd, som var udviklede under enevældens bureaukratiske opfattelse af staten og undersåtterne, og således som det hele politi var organiseret, som det rekruteredes og lønnedes, kunde det ikke løse den opgave, som vor tids opfattelse stiller til vogterne af den lovlige orden og sikkerhed. Mangfoldige uskikke havde vundet alderstids hævd og lode sig ikke længere udrydde; myndigheden hvilede ikke på borgernes tillid, men på magt, ofte en brutal magt, og den normale tilstand imellem politi og befolkning var krig, når ikke fred eller våbenstilstand købtes ved tribut til fjenden. Værst af alt var det, at politiet efter det daværende regeringssystem benyttedes som en politisk institution, og de uheldige virkninger heraf trådte navnlig stærkt frem under Christian 8., da den vågnende opposition medførte hidtil ukendte bevægelser. Bræstrup var ikke alene en dygtig og nidkær politimand, et administrativt talent, men tillige en overordentlig human mand; utallige er de lejligheder, hvor han har ladet humanitetshensyn råde i stedet for den strenge ret, og mangfoldige familier skylder hans hensynsfuldhed stor taknemmelighed; det var måske endog en ikke uberettiget anke imod ham, at han stundum gik for vidt i sin mildhed, og det kunne ikke undgås, at man bag mange af hans handlinger ville se rent personlige hensyn eller en lydighed imod frimurerbåndet, da det vidstes, at han indtog en høj rang i dette hemmelige samfund (Den Danske Frimurerorden) såvel som i det dermed forbundne selskab, Kædeordenen.

## Lov om Københavns Politi
At han ikke manglede blik for nødvendigheden af under de nye samfundstilstande at bryde med det gamle Politisystem og skabe en hel ny organisation, viste han på en utvetydig måde ved det forslag til en ny ordning af Københavns Politi, som han 11. april 1857 indgav til Justitsministeriet, og hvori han lige så klart som træffende fremstillede politiets opgave uden at lade sig afholde ved, at han derved brød staven over hele det system, han så længe havde måttet følge. Til at drøfte dette forslag nedsattes i juni 1857 under hans forsæde en kommission (vicepolitidirektør von Osten, etatsråd H.A. Mollerup, borgmester Stephan Linnemann og grosserer Moritz G. Melchior), som allerede i november samme år afgav sin betænkning, men lovgivningsmagten forhastede sig ikke, og først 11. februar 1863 udkom loven om Københavns Politis omordning, der trådte i kraft 1. juli samme år. Bræstrup var da 74 år gammel, for højt oppe i årene til at kunne gennemføre det nye system, efter at han hele sit liv igennem havde været knyttet til et helt forskelligt; han afskedigedes derfor i 1863, men ligesom han fra sin vanskelige stilling medbragte alles højagtelse og sine undergivnes varme hengivenhed, således modtog han også regeringens anerkendelse ved udnævnelsen til gehejmekonferensråd. Storkorset af Dannebrogordenen havde han allerede båret siden 1860.

## Overpræsident og minister
I juni 1863 havde kong Frederik 7. givet sit samtykke til, at prins Vilhelm af Danmark under navnet Georg 1. af Grækenland modtog valget til hellenernes konge, og den græske deputation forlod København, efter kort tids forløb fulgt af den unge monark med grev W.C.E. Sponneck som privat formynder og rådgiver; det blev anset for passende, at Danmark var repræsenteret i Athen ved hans regeringstiltrædelse, og Bræstrup blev i den anledning sendt i en overordentlig mission til Grækenland. Året efter blev den endnu trods sin høje alder kraftige og virkelystne mand udnævnt til overpræsident i København, og til denne stilling vendte han også tilbage, efter at han fra april til november 1865 havde været justitsminister og en kort tid tillige midlertidig kultusminister. Han døde 11. juli 1870.
Hans hustru var Christiane Erasmine f. Lassen, en datter af konferensråd C.L. Lassen
Han er begravet på Assistens Kirkegård.
Der findes portrætmalerier af J.V. Gertner fra 1844 på Københavns Museum (tidligere på Politigården), af Emilius Ditlev Bærentzen i familieeje, formentlig af samme i Frimurerlogen i Helsingør og af N.C. Hansen 1869 i Frimurerlogen i København. Tuschtegning af J.V. Gertner 1846 på Frederiksborgmuseet. Marmorbuster af Edvard Harald Bentzen 1898 på Statens Museum for Kunst, 1920 på Frederiksborgmuseet efter gipsbuste af samme 1870. Litografi af Em. Bærentzen & Co. 1844 og efter daguerreotypi 1859, som frimurer 1872, af Edvard Fortling 1867 efter fotografi. Træsnit 1870.